# Liste des cathédrales du Sénégal
Cet article recense les cathédrales du Sénégal dépendant de l'archidiocèse de Dakar.

## Liste des cathédrales sénégalaises
- Cathédrale du Souvenir africain (Notre-Dame des Victoires) à Dakar, siège de l'archidiocèse de Dakar.
- Cathédrale Saint-Théophile de Kaolack à Kaolack, siège du diocèse de Kaolack.
- Cathédrale Notre-Dame des Victoires de Kolda à Kolda, siège du diocèse de Kolda.
- Cathédrale de Saint-Louis du Sénégal à Saint-Louis, siège du diocèse de Saint-Louis.
- Cathédrale Marie-Reine-de-l'Univers à Tambacounda, siège du diocèse de Tambacounda.
- Cathédrale Sainte-Anne de Thiès à Thiès, siège du diocèse de Thiès.
- Cathédrale Saint-Antoine-de-Padoue de Ziguinchor à Ziguinchor, siège du diocèse de Ziguinchor.